# Audan Baighanin
Der Audan Baighanin (kasachisch Байғанин ауданы Baiğanin audany, russisch Байганинский район Baiganinski rajon) ist ein Bezirk im Gebiet Aqtöbe in Kasachstan.

## Geografie
Der Audan Baighanin liegt im Westen Kasachstans im Gebiet Aqtöbe. Er grenzt im Norden an den Audan Oiyl und den Audan Temir, im Osten an den Audan Mughalschar und den Audan Schalqar und im Süden an die usbekische autonome Republik Karakalpakistan. Im Westen grenzen der Audan Beineu im Gebiet Mangghystau und die Audandar Schylyoi und Qysylqogha im Gebiet Atyrau an den Bezirk an.

## Bevölkerung
Bei der Volkszählung 1999 hatte der Audan Baighanin 24.652 Einwohner. Die Volkszählung 2009 ergab für den Bezirk eine Einwohnerzahl von 22.073. Bei der letzten Volkszählung 2021 lebten 22.999 Menschen im Audan Baighanin. Die Fortschreibung der Bevölkerungszahl ergab zum 1. Januar 2025 eine Einwohnerzahl von 22.693.
| Einwohnerentwicklung               | Einwohnerentwicklung | Einwohnerentwicklung | Einwohnerentwicklung | Einwohnerentwicklung | Einwohnerentwicklung | Einwohnerentwicklung | Einwohnerentwicklung |
| 1939                               | 1959                 | 1970                 | 1979                 | 1989                 | 1999                 | 2009                 | 2021                 |
| ---------------------------------- | -------------------- | -------------------- | -------------------- | -------------------- | -------------------- | -------------------- | -------------------- |
| 13.789                             | 13.250               | 22.917               | 26.058               | 27.397               | 24.652               | 22.073               | 22.999               |
| Anmerkung: Volkszählungsergebnisse |                      |                      |                      |                      |                      |                      |                      |

## Verwaltungsgliederung
Der Audan Baighanin ist in neun ländliche Bezirke (kasachisch Ауылдық округ Auyldyq okrug; russisch Сельский округ Selski okrug) gegliedert (Stand: 2021).
| Ländlicher Kreis | Einwohner | Einwohner | Orte                                        |
| Ländlicher Kreis | 2009      | 2021      | Orte                                        |
| ---------------- | --------- | --------- | ------------------------------------------- |
| Qarauylkeldi     | 8.816     | 11.483    | Kenschaly, Kökbulaq, Qarauylkeldi, Qossaral |
| Aschtschy        | 1.539     | 1.330     | Noghaity                                    |
| Schangaschol     | 723       | 764       | Oimauyt                                     |
| Scharqamys       | 2.622     | 2.209     | Aqtam, Qaraschar, Scharqamys                |
| Költaban         | 2.622     | 2.262     | Qoraschi, Scharly, Schyngghyldytoghai       |
| Qopa             | 1.351     | 1.102     | Ajyryq, Jebeiti, Köptoghai, Qopa            |
| Qysylbulaq       | 2.085     | 1.714     | Bulaqtyköl, Kemerschi, Schangatang          |
| Sarytoghai       | 1.599     | 1.089     | Altai batyr, Barschaqum, Schuqyrschy        |
| Mijaly           | 891       | 669       | Dijar, Mijaly                               |